# 大刘镇
大刘镇，是中华人民共和国河南省漯河市源汇区下辖的一个乡镇级行政单位。

## 行政区划
大刘镇下辖以下地区：
大刘村、南王村、杜庄村、小曹村、蔡庄村、大陈村、周庄村、闫魏村、陶庄村、师庄村、殿后曹村、皇玉村、前陈村、赵庄村、台头村、塘河北村、板桥村、西刘村、东王村、湾王村、徐庄村、白寺村和彭李村。